# Поппинг

waving — одна из техник паппинга.

Поппинг или паппинг (пап; от англ. pop; резкое сокращение, расширение) — стиль танца, основанный на сокращении мышц, создающий эффект резкого вздрагивания в теле танцора — пап или хит. Это делается непрерывно в ритме музыки в сочетании с различными движениями и позами. Танцор, исполняющий паппинг, называется паппером. Паппинг в России долгое время неверно назывался «верхний брейк-данс». Паппинг также используется как общий термин для группы родственных стилей, которые часто объединяются с паппингом, чтобы создать большее разнообразие в исполнении.
Танец появился во Фресно (Калифорния) в 70-х годах XX в.; частично этому способствовал локинг. Как и другие уличные танцы, паппинг часто используется в баттлах, призванных доказать своё преимущество перед другими танцорами на публике. Соревнования дают пространство для импровизации и движения, которые редко встречаются в выступлениях и на шоу, такие как взаимодействие с соперником и публикой.
Споры по поводу того, кто является создателем паппинга, идут по сей день. Один из самых авторитетных папперов Mr.Wiggles считает, что паппинг изобрёл основатель группы Electric Boogaloos Бугалу Сэм.
Еще одним основателем паппинга, в частности, направления crazy legs является американский танцор Popin' Pete. Он считается вторым человеком в Electric Boogaloos после её основателя — Бугалу Сэма, и известен в группе как «Младший брат Бугалу Сэма» (Little brother of Boogaloo Sam).

## История
В конце 70-х группа папперов, именуемая Electric Boogaloos (ранее известная, как Electronic Boogaloo Lockers) из Калифорнии способствовала распространению паппинга, в частности, благодаря появлению телевизионной программы Soul Train.
Группа Electric Boogaloos образовалась в 1970-1972годах, её основатель — Сэм Соломон (a.k.a. Boogaloo Sam). Он создал определённые движения, развивающиеся сегодня в таких стилях, как паппинг и бугалу, при участии одного танцора локинга из группы The lockers. Танцуя, Сэм при каждом сокращении мышц произносил слово «pop», в конечном итоге дав танцу название «паппинг». Многие подтверждают историю Electric Boogaloos.
Другие тесно связанные стили, такие как робот появились ещё до паппинга, и некоторые считают, что даже паппинг появился в конце 1960-х в Окленде (Калифорния) до создания Electric Boogaloos, так что нельзя приписывать происхождение стиля определённому лицу или группе.
Средства массовой информации способствовали популяризации паппинга и родственных стилей в фильме Breakin', но и внесли некоторую путаницу, объединяя все эти стили под вывеской брейк-данс.

## Техники
Паппинг включает в себя множество техник, некоторые из которых существует как отдельный танцевальный стиль.

Waving — основан на создания эффекта прохождения волны по телу: рукам, ногам, шее, корпусу. Концепция стиля заключается в ощущении того, что тело становится водой. Это ощущение является ключом к импровизации в стиле waving, представляя себя водой и двигаясь под музыку легко создать свои собственные движения и свой индивидуальный стиль. 

Gliding — скольжение стопами по полу, создающее эффект скольжения по воздуху, за счёт перекатывания стопы с носка на пятку. Самое знаменитое движение в стиле glide — «back glide» или же «лунная походка».

Tutting — танец, в котором копируются движения с древних египетских рисунков, изображающих людей в различных позах. Как правило это позы с четко выраженными прямыми углами, исполненные руками и ногами. Толчком к развитию во многом послужил мультик Bugs Bunny. В одной из серий главный персонаж выдал множество движений с использованием прямых углов, изображаемых руками. 

Finger Tut — это уже техника самого King Tut, заключается в построении геометрических фигур при помощи пальцев рук.

Strobbing — стиль, движения которого происходят будто в свете стробоскопа: непрекращающиеся резкие остановки на долю секунды в конце каждого движения.

Slow Motion — стиль основан на замедленном, плавном, непрерывном движении.

Puppet (от англ. puppet; кукла-марионетка) — в этом танце движения представляют собой имитацию кукол на верёвках. Прототипом для движений послужили герои старых мультиков, в которых персонажи — марионеточные куклы.

Animation — общий термин для стилей с использованием иллюзий: slow motion, strobbing, vibration и т. п.

## История направлений
Tutting — хотя  прообразом татинга считается танец египетских жрецов, в котором каждое движение имело астрологическое значение, современный  татинг представляет собой нечто иное, он имеет свои корни и историю, а всё остальное лишь наполнило его, включая танцы из мультфильмов, египетские пасы руками и т. д. В начале 70-х годов, когда американская молодежь нащупывала почву чего-то нового через hip hop культуру, уникальные идеи появлялись и исчезали лавинообразно. И единственным способом запечатлеть историю было — танцевать на камеру.  Танцоры папинга ещё не имели чёткого разделения по стилям и танцевали всё, на что были способны, копируя друг друга, но индивидуальный стиль папперов и желание привнести своё начали кристализовать отдельное направление.
Основоположниками этого направления, в первую очередь, считаются фанк-группы King Boogaloo Tut и Street Scape. Они первыми показали большой аудитории движения будущего стиля King Tut, более современное название которого — Tutting.

## Одежда
Папперы обычно одеваются в официальном стиле. Рубашки, пиджаки, официальные штаны и туфли. На голову обычно надевают шляпу, но в последнее время традиции ношения костюмов не сохранились. Сейчас папперы одеваются как и большинство хип-хоперов.